# Ashley Wood

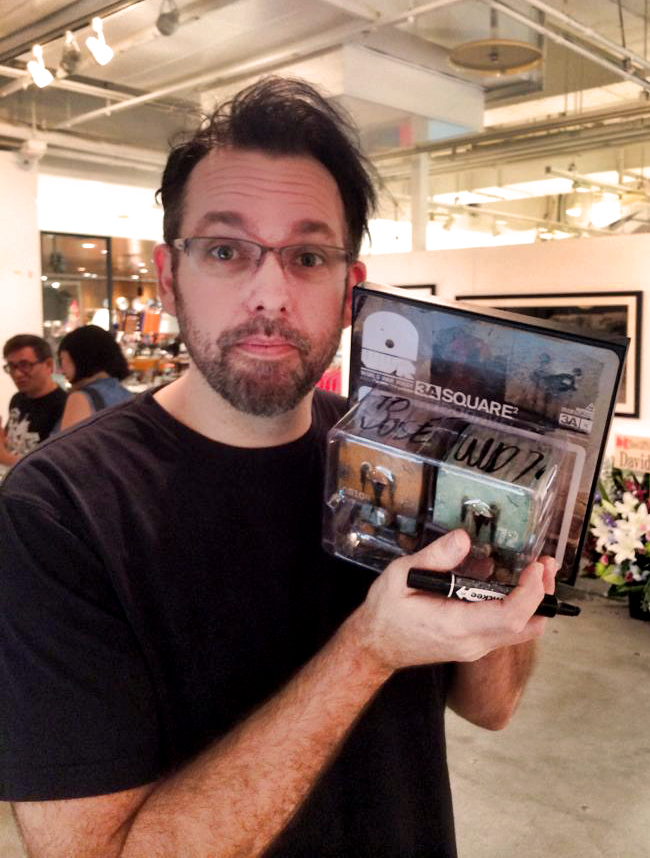
Ashley Wood auf einer Kunstausstellung in Tokio, 2014

Ashley Wood (* 1971 in Perth, Australien) ist ein australischer Comicautor, Illustrator und Designer.
Wood ist einer breiteren Öffentlichkeit vor allem durch seine Illustrationen für verschiedene Titel der Verlagshäuser Marvel, Image und IDW Publishing bekannt, u. a. zu Spawn, Tank Girl und Judge Dredd. Daneben ist er als Maler und Mixed-Media-Künstler tätig und betrieb von 2008 bis 2019 als Charakter Designer gemeinsam mit Kim Fung Wong die in Hongkong ansässige Firma ThreeA, von der Designer Toys produziert und vertrieben wurden, die maßgeblich auf Woods Gemälden, Zeichnungen und Comics beruhen.

## Leben
Wood lebt mit seiner Ehefrau, der Autorin T. P. Louise, und ihren beiden gemeinsamen Söhnen in Perth, Australien.

## World of Ashley Wood - 7471Verse

Designer Toys der Popbot-Reihe aus einer privaten Sammlung.

Neben seinen Auftragsarbeiten für größere Comicverlage sowie den Videospielehersteller Konami entwickelt Wood gemeinsam mit seiner Frau T. P. Louise seit 2001 eigene fiktive Universen, deren prominenteste und kontinuierlich erweiterte Reihen Popbot, Word War Robot und Adventure Kartel, sowie seit 2015 eine Kollaboration zwischen Wood und dem südafrikanischen Rap-Rave-Duo Die Antwoord sind. Die sich darin abspielenden Handlungen veröffentlichen Wood und Louise unter dem Label 7471Verse, benannt nach dem 2004 gemeinsam gegründeten Unternehmen 7174 Pty Ltd. Die zur Veröffentlichung genutzten Medien umfassen neben Comics und Bildbänden bei IDW Publishing und einer Reihe von Designer Toys auch Ölgemälde und Mixed-Media-Arbeiten, die weltweit in verschiedenen Galerien ausgestellt wurden, so etwa in Hong Kong, New York und Paris.

### Popbot
Die auf 13 Bände angelegte, Eisner-Award-nominierte Comic-Reihe Popbot spielt in einem fiktiven Universum, das Wood selbst als „a heady mix of Jacob‘s Ladder and Fritz the Cat, with a side serving of David Lynch weird ass salad“ (deutsch: „eine aufregende Mischung aus Jacob’s Ladder und Fritz the Cat mit einem völlig verrückten David-Lynch-Salat als Beilage“) beschreibt. Die miteinander verwobenen Erzählstränge drehen sich um den titelgebenden, humanoiden Roboter Popbot, der als Bodyguard für eine einst als Rockstar gefeierte Katze arbeitet, sowie eine Femme fatale, die gegen eine Gruppe mordender, mit Bewusstsein und künstlicher Intelligenz ausgestatteter Androiden kämpft und einem ehemaligen Punkmusiker, der eine Gruppe geklonter, autistischer urbaner Samurai im Kampf gegen eine Gruppe von Robotern anführt. Zahlreiche Charaktere der Reihe wurden als Designer Toys von ThreeA veröffentlicht (siehe Bild). 2012 wurde eine mögliche Verfilmung auf dem American Film Market angeboten.

### World War Robot
World War Robot, meist WWR abgekürzt, ist eine dem Science-Fiction-Genre zugehörige Alternative-History-Erzählung, in der ein fiktiver, zwischen 1980 und 1990 ausgetragener Weltkrieg im Zentrum steht. In diesem Great War stehen sich die politischen Mächte der Erdbevölkerung und die aufgrund religiöser und politischer Unterdrückung auf den Planeten Mars geflohenen Teile der Menschheit gegenüber. Beide Seiten setzen dieselbetriebene Kampfroboter ein, die allesamt von dem auf dem Mond residierenden Industriellen Darwin Rothchild konstruiert und verkauft werden. Das von Wood erschaffene WWR-Universum basiert auf verschiedenen Comic- und Bildbandveröffentlichungen, einzelnen Gemälden und einer Reihe Designer Toys der Firma ThreeA. Die Rechte an einer Verfilmung sicherte sich 2009 Jerry Bruckheimer. Laut Internet Movie Database befindet sich die Verfilmung derzeit in der Entwicklung.

### Adventure Kartel
Die nur fragmentarisch geschilderten Ereignisse dieser dystopischen, in einer alternativen Gegenwart situierten Erzählung spielen vor dem Hintergrund einer Zombieapokalypse und schildern die Erlebnisse einer Gruppe von Überlebenden, die der Reihe ihren Namen verleiht. Neben einem 2014 veröffentlichten Bildband finden sich die einzelnen Fragmente der Erzählung in den den Designer Toys dieser Reihe beiliegenden Comics.

### Die Antwoord DAx3A
Seit 2015 besteht eine Kollaboration zwischen Wood und dem südafrikanischen Rap-Rave-Duo Die Antwoord. Hieraus entstanden bisher eine Reihe von Designer Toys sowie seit 2017 unter dem Titel Fuck Everyone* eine Comicreihe von den beiden Musikern Ninja und Yolandi Visser (Text) und Wood (Zeichnungen). Die Designer Toys basierend auf den fiktiven Charakteren der Musiker zu ihrem Album Mount Ninji and Da Nice Time Kid (2016) wurden 2018 für den Designer Toy Award nominiert.

## Auszeichnungen

### Auszeichnungen
- 2002: Spectrum Awards Gold Award in Advertising für Popbot[14]
- 2002: Spectrum Awards Gold Award in Comic für Popbot[14]
- 2002: Communication Arts Award of Exellence in Illustration für Popbot[15]
- 2011: Designer Toy Awards – Community Choice Artist of the Year[16]
- 2011: Designer Toy Awards – Manufacturer of the Year für ThreeA[17]

### Nominierungen
- 2006: Eisner Award Best Short Story (beste Kurzgeschichte) für die Richard Matheson Adaption Blood Son (mit Chris Ryall)[18]
- 2006: Eagle Award for Favourite Artist: Fully-Painted Artwork für Metal Gear Solid: Sons of Liberty[19]
- 2007: Eagle Award for Favourite Artist: Fully-Painted Artwork für Tank Girl: The Gifting[20]
- 2007: Eagle Award for Favourite Comics-Related Book für Uno Tarino: Latest Art by Ashley Wood[21]
- 2015: Designer Toy Awards – Community Choice Artist of the Year[22]
- 2017: Designer Toy Awards – Best Licensed Designer Toy of the Year[23]
- 2018: Designer Toy Awards – Best Licensed Designer Toy of the Year[13]

## Bibliographie (Auszug)
- Popbot, Vol. 1. IDW Publishing, San Diego 2001, ISBN 978-0-9712282-2-1.
- Uno Fanta: The Art of Ashley Wood. IDW Publishing, San Diego 2002, ISBN 978-0-9712282-0-7.
- Dos Fanta: More Art of Ashley Wood. IDW Publishing, San Diego 2002, ISBN 978-0-9712282-7-6.
- Popbot, Vol. 2. IDW Publishing, San Diego 2002, ISBN 978-0-9712282-5-2.
- Popbot, Vol. 3. IDW Publishing, San Diego 2002, ISBN 978-0-9712282-9-0.
- Popbot, Vol. 4. IDW Publishing, San Diego 2003, ISBN 978-0-9719775-9-4.
- Popbot, Vol. 5. IDW Publishing, San Diego 2004, ISBN 978-1-932382-18-1.
- Tres Fanta: Even More Art Of Ashley Wood. IDW Publishing, San Diego 2004, ISBN 978-1-932382-21-1.
- CSI, Book 1 (mit Max Allan Collins, Gabriel Rodriguez). Titan Books, London 2004, ISBN 978-1-84023-771-9.
- Popbot, Vol. 6. IDW Publishing, San Diego 2004, ISBN 978-1-932382-46-4.
- Lore (mit T.P. Louise). IDW Publishing, San Diego 2004, ISBN 978-1-932382-37-2.
- Metal Gear Solid, Volume 1 (mit Kris Oprisko). IDW Publishing, San Diego 2005, ISBN 978-1-932382-64-8.
- Metal Gear Solid, Volume 2 (mit Kris Oprisko). IDW Publishing, San Diego 2006, ISBN 978-1-933239-30-9.
- Sam and Twitch: The Brian Michael Bendis Collection, 1  (mit Brian Michael Bendis). Image Comics, Berkeley 2006, ISBN 978-1-933239-30-9.
- Popbot, Vol. 7. IDW Publishing, San Diego 2004, ISBN 978-1-933239-87-3.
- Metal Gear Solid: Sons of Liberty (mit Alex Garner). IDW Publishing, San Diego 2006, ISBN 978-1-933239-78-1.
- Uno Tarino: Artwork by Ashley Wood. IDW Publishing, San Diego 2007, ISBN 978-1-60010-123-6.
- Tank Girl: The Gifting (mit Alan Martin). IDW Publishing, San Diego 2007, ISBN 978-1-60010-109-0.
- World War Robot, Vol 1. IDW Publishing, San Diego 2008, ISBN 978-1-60010-324-7.
- Dos Tarino: The Latest Art by Ashley Wood. IDW Publishing, San Diego 2008, ISBN 978-1-60010-257-8.
- Popbot, Vol. 8. IDW Publishing, San Diego 2009, ISBN 978-1-60010-096-3.
- World War Robot, Vol 2. IDW Publishing, San Diego 2009, ISBN 978-1-60010-506-7.
- Tre Tarino. IDW Publishing, San Diego 2009, ISBN 978-1-60010-543-2.
- Zombies vs Robots Aventure (mit Chris Ryall). IDW Publishing, San Diego 2010, ISBN 978-1-60010-717-7.
- Hellspawn: Complete Collection (mit Brian Michael Bendis, Steve Niles). Image Comics, Berkley 2010, ISBN 978-1-60706-155-7.
- Mystery Society (mit Steve Niles, Fiona Staples). IDW Publishing, San Diego 2010, ISBN 978-1-60010-798-6.
- Judge Dredd: v. 22: The Complete Case Files (1977-1992) (mit diversen Autoren). 2000 AD/Rebellion Developments, Oxford 2014, ISBN 978-1-60010-798-6.
- Adventure Kartel. IDW Publishing, San Diego 2014, ISBN 978-1-63140-033-9.